# Audi A3 8Y
L'Audi A3 8Y è la quarta generazione dell'Audi A3, un'autovettura di fascia media (segmento C) prodotta dalla casa automobilistica tedesca Audi a partire dal 2020.

## Storia e profilo

### Debutto
La prima apparizione ufficiale della quarta serie della A3 era inizialmente programmata al Salone di Ginevra del 2020, che poi è stato cancellato a causa della Pandemia di Covid-19. Le prime immagini del modello sono state diffuse in rete tramite mezzo stampa da Audi stessa nei primi giorni di marzo.

### Linea interna ed esterna

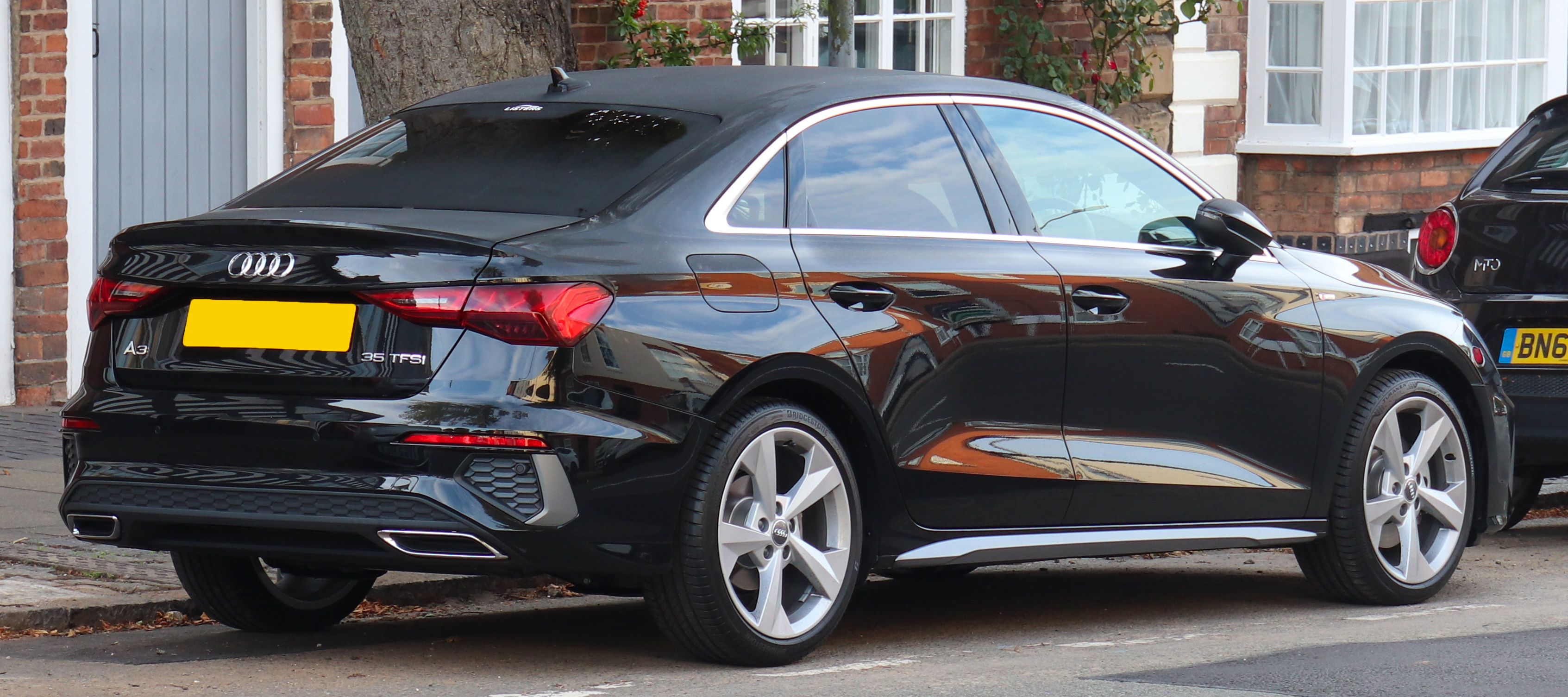
Audi A3 Sedan S Line

La quarta generazione dell'Audi A3 riprende i canoni stilistici adottati su tutte le Audi di recente generazione, sposando uno stile più aggressivo rispetto al passato ma senza perdere la sua eleganza.
Il frontale è invaso dalla enorme calandra single-frame e da grandi prese d'aria in basso insieme a dei gruppi ottici full-led di serie appuntiti a completare un frontale molto aggressivo.
La fiancata rimane pressoché identica a quella della generazione passata mentre dietro troviamo nuovi fari anch'essi appuntiti per rendere più sportiva la coda.
Gli interni si rinnovano abbandonando il tablet a scomparsa adottando invece uno schermo fisso al centro della plancia, insieme a quello della strumentazione, e nuove bocchette dell'aria non più circolari.

### Struttura, meccanica e motori

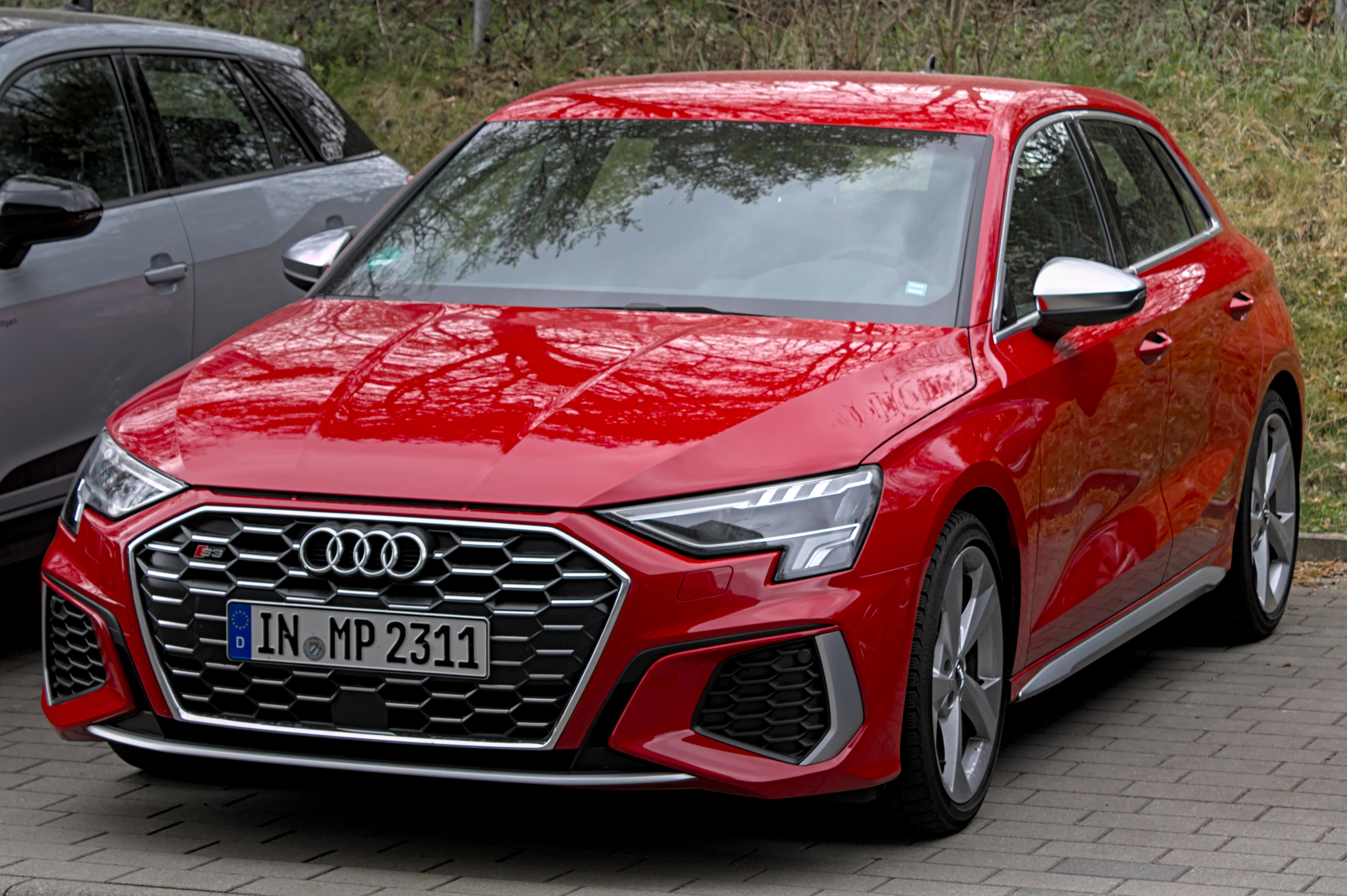
Audi S3

Questa nuova generazione porta in dotazione la stessa piattaforma Volkswagen MQB utilizzata in passato sulla precedente A3 e su diversi altri modelli del Gruppo. Per quanto riguarda le motorizzazioni al lancio ne vengono proposte 4: 2 diesel e 2 benzina con sistema mild hybrid.
- 30 TFSI: motore da 999 cm³ con potenza massima di 110 CV e tecnologia mild hybrid;
- 35 TFSI: motore da 1498 cm³ con potenza massima di 150 CV e con sistema COD di disattivazione dei cilindri integrato alla tecnologia mild hybrid;
- 30 TDI: motore turbodiesel common rail da 1968 cm3 con potenza massima di 115 CV.
- 35 TDI: motore turbodiesel common rail da 1968 cm3 con potenza massima di 150 CV.

Le prime tre versioni sono ordinabili con cambio manuale a 6 rapporti oppure si può pagare un sovrapprezzo per avere il cambio DSG a doppia frizione a 7 rapporti mentre nella versione 35 TDI il cambio automatico è di serie. 
Successivamente vengono aggiunte 4 nuove motorizzazioni al listino:
- 40 TFSI: motore da 1984 cm³ con potenza massima di 190 CV
- 40 TDI: motore turbodiesel common rail da 1968 cm³ con potenza massima di 200 CV
- 40 TFSI e: motore da 1395 cm³ con potenza combinata a quella di un motore elettrico di 204 CV
- 45 TFSI e: motore da 1395 cm³ con potenza massima combinata a quella di un motore elettrico di 245 CV.

In seguito nel 2022 debutta la versione più sportiva e prestazionale, l'Audi RS3.

### Restyling 2024

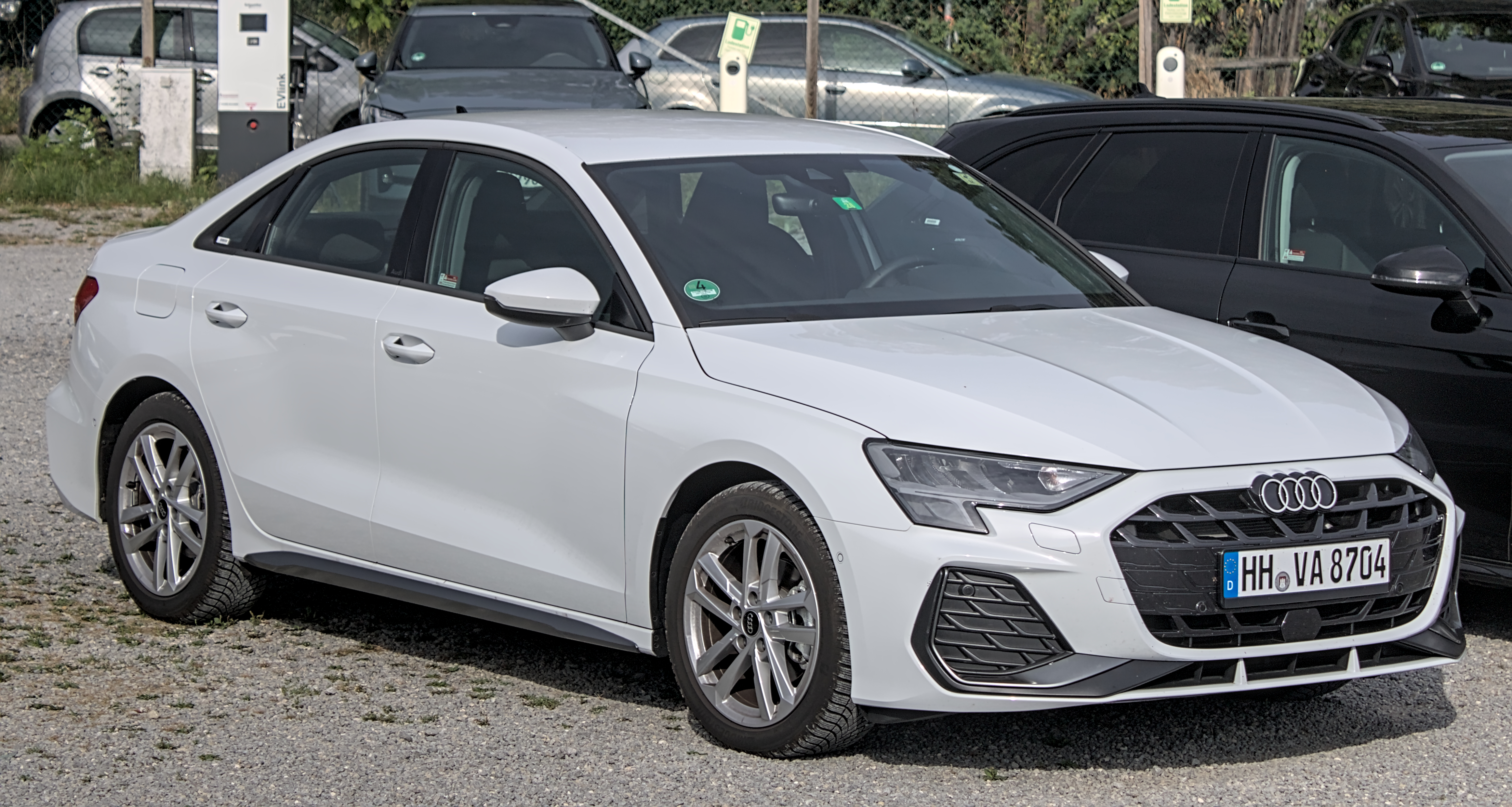
A3 Sedan Restyling

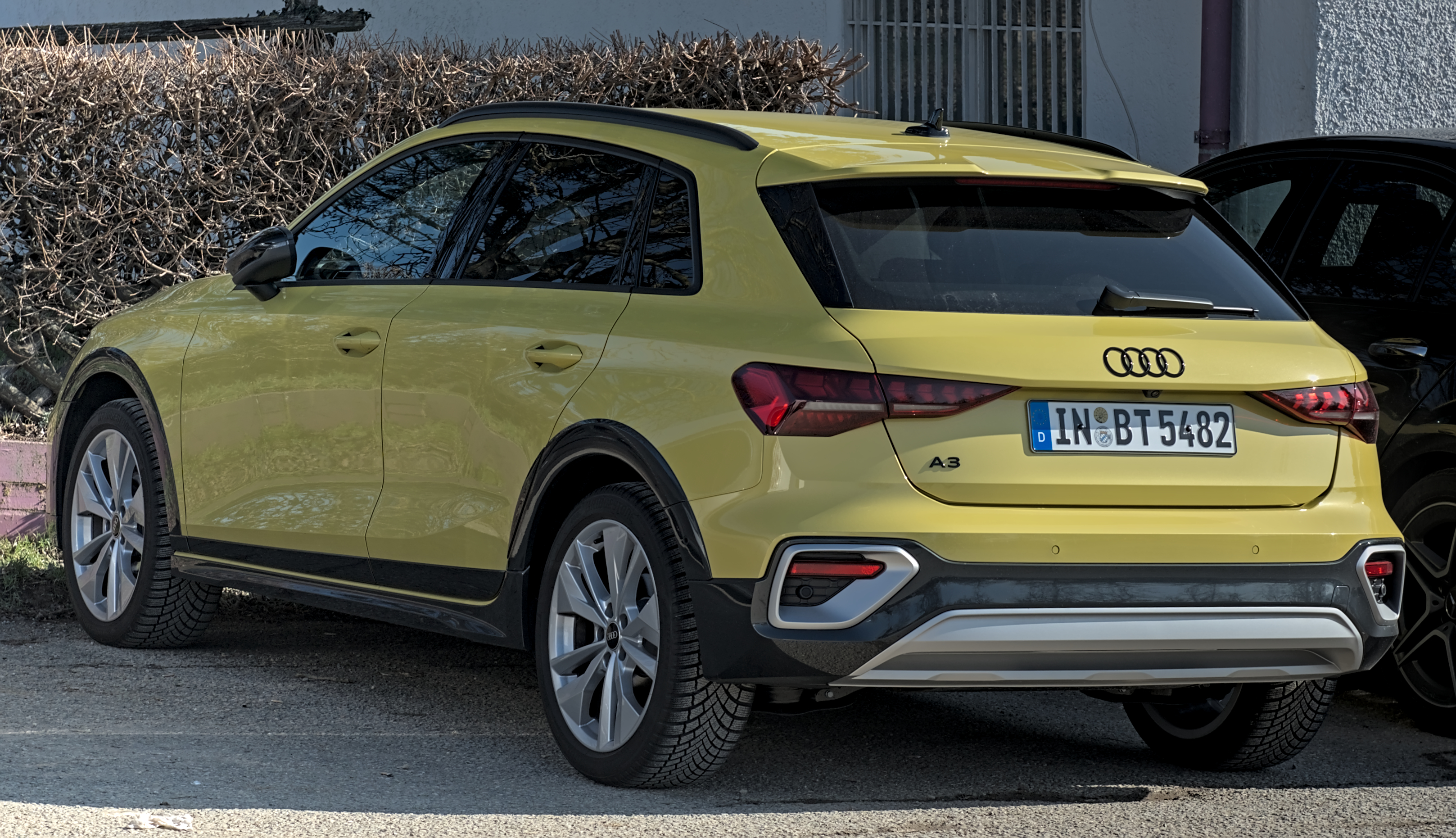
A3 allstreet

Presentata a marzo 2024 e arrivata ufficialmente nei concessionari a settembre dello stesso anno, la A3 8Y è stata sottoposta a un ricco restyling, a partire dalla calandra, che rimane la classica single frame, ma che ha ora ha una nuova struttura più piatta e più larga, e risulta più pulita grazie agli spigoli più affusolati. Il restyling comprende anche un nuovo disegno dei fari sia anteriori che posteriori: in particolare, quelli a LED e a matrice di LED anteriori ora offrono 24 elementi pixel su 3 file, e che possono formare 4 firme luminose diurne selezionabili dall’interno vettura. Inoltre, c’è anche una nuova scelta di cerchi in lega disponibili, nel posteriore è presente un nuovo diffusore posteriore identico a quello della S3 e della RS3, e la denominazione di motorizzazione stavolta viene spostata nei montanti laterali degli sportelli anteriori e posteriori.
All’interno è stato allestito un nuovo sistema di luci soffuse, ora presenti anche nei pannelli porta, e le bocchette d’aria ora in nero lucido. È inoltre stato ridisegnato il selettore del cambio a doppia frizione S tronic, ora più piccolo è piatto.
Per quanto riguarda le motorizzazioni, esce di scena il 2.0 TDI da 200 CV con trazione integrale quattro; rimangono quindi ordinabile solo in versione 116 CV o 150 CV. Va in pensione anche il tricilindrico 1.0 TFSI turbo benzina da 116 CV, rimpiazzato dal suo fratello maggiore 1.5 TFSI di pari potenza (adatta anche per neopatentati). Rimangono a listino le versioni ibride a benzina 1.4 TFSIe da 245 CV.

### Motorizzazioni
| Modello          | Disponibilità                       | Cilindrata | Potenza         | Coppia max | Emissioni CO2 (g/km) | 0–100 km/h (secondi) | Velocità max (km/h) | Consumo medio (l/100 km) |
| Benzina          |                                     |            |                 |            |                      |                      |                     |                          |
| 30 TFSI          | dal 05/2020 a 05/2024 dal 05/2024 - | 999 1498   | 85 kW (116 CV)  | 200        | 112-136              | 10,6                 | 204-210             | 4,9-6,0                  |
| 35 TFSI          | dal 03/2020                         | 1498       | 110 kW (150 CV) | 250        | 124-142              | 8,4-8,7              | 224-232             | 5,5-6,4                  |
| S3 TFSI quattro  | dal 09/2020                         | 1984       | 228 kW (310 CV) | 400        | 178-188              | 4,8                  | 250                 | 7,8-8,3                  |
| RS3 TFSI quattro | dal 09/2020                         | 2480       | 294 kW (400 CV) | 500        | 205                  | 3,8                  | 290                 | 9,0                      |
| Gasolio          |                                     |            |                 |            |                      |                      |                     |                          |
| 30 TDI           | dal 03/2020                         | 1968       | 85 kW (116 CV)  | 300        | 109-126              | 10,8                 | 206-210             | 4,2-4,8                  |
| 35 TDI           | dal 03/2020                         | 1968       | 110 kW (150 CV) | 360        | 117-132              | 8,4                  | 224-232             | 4,5-5,0                  |
| 40 TDI quattro   | dall'11/2020 a 05/2024              | 1968       | 147 kW (200 CV) | 400        | 144-156              | 6,8                  | 243-250             | 5,5-6,0                  |
| Ibride           |                                     |            |                 |            |                      |                      |                     |                          |
| 40 TFSI e        | dal 10/2020                         | 1395       | 150 kW (204 CV) | 350        | 24-31                | 7,6                  | 227                 | 1,0-1,3                  |
| 45 TFSI e        | dal 12/2020                         | 1395       | 180 kW (245 CV) | 400        | 26-31                | 6,8                  | 232                 | 1,1-1,3                  |
| Benzina/Metano   |                                     |            |                 |            |                      |                      |                     |                          |
| 30 g-tron        | dal 09/2020 al 05/2024              | 1498       | 96 kW (131 CV)  | 200        | 108-116              | 9,7                  | 211                 | 3,9-4,3                  |